# Hươu sừng ngắn lông nâu Yucatán
Hươu sừng ngắn lông nâu Yucatán (Mazama pandora) là một loài động vật có vú trong họ Hươu nai, bộ Guốc chẵn. Loài này được Merriam mô tả năm 1901. Đây là loài bản địa của bán đảo Yucatán của México, Belize và Guatemala. Trong khi loài này được tìm thấy trong rừng nhiệt đới nóng ẩm như hầu hết các loài hươu sừng ngắn khác, hươu sừng ngắn lông nâu Yucata có phạm vi trên khu vực đất khô cằn, môi trường sống tương đối cởi mở. Loài này đã được xem như một phân loài bậc hở của hươu sừng ngắn lông xám hoặc một phân loài của hươu sừng ngắn lông đỏ (Mazama americana).

## Hình ảnh

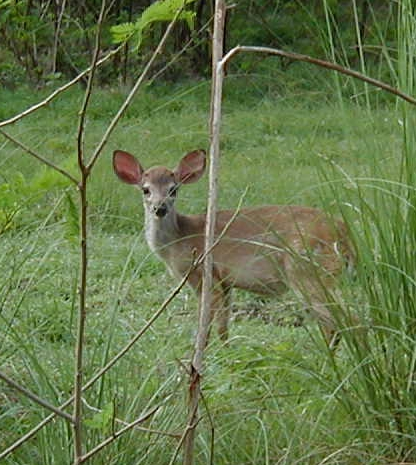
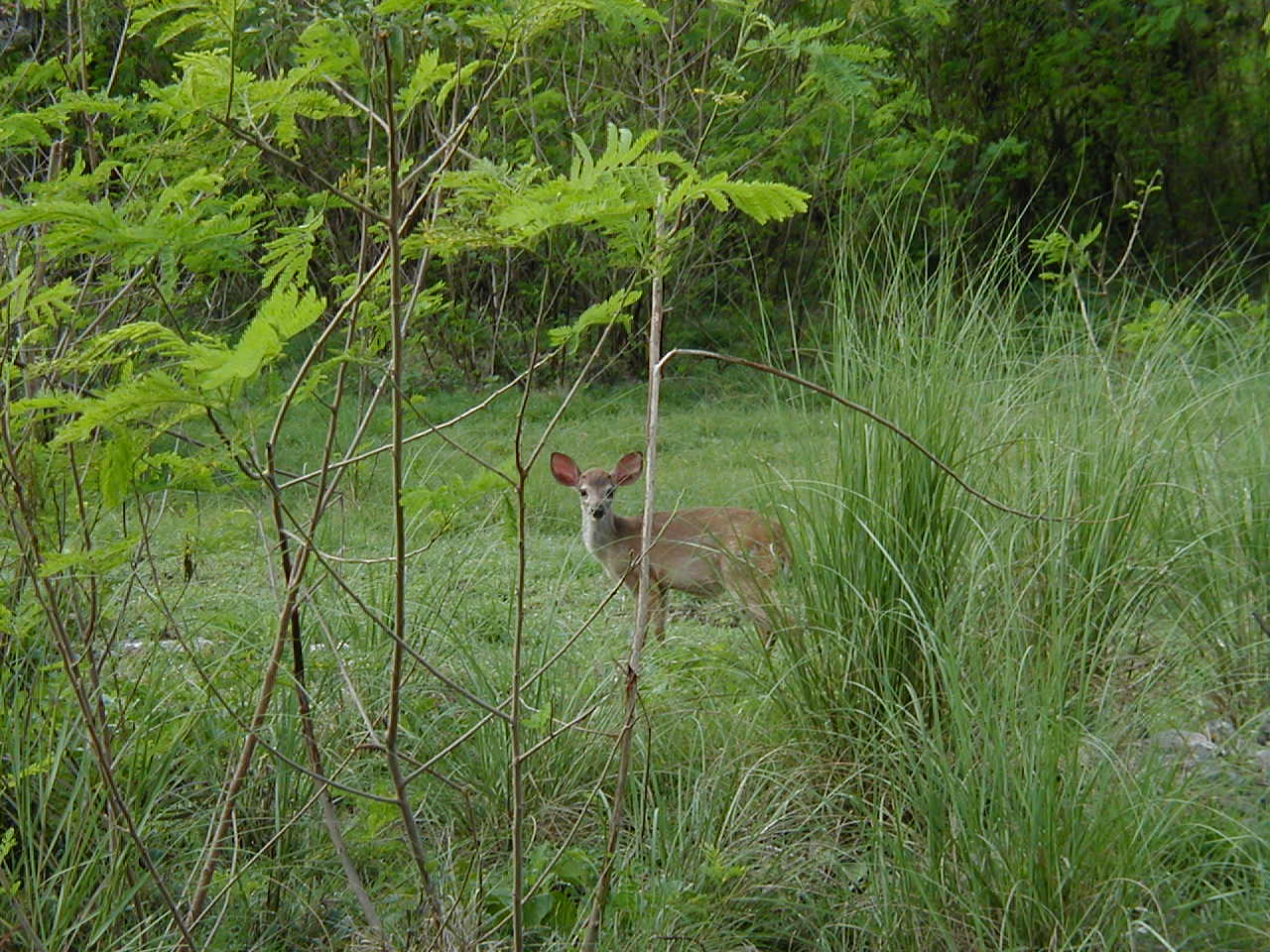